# Torneo Acropolis 1996

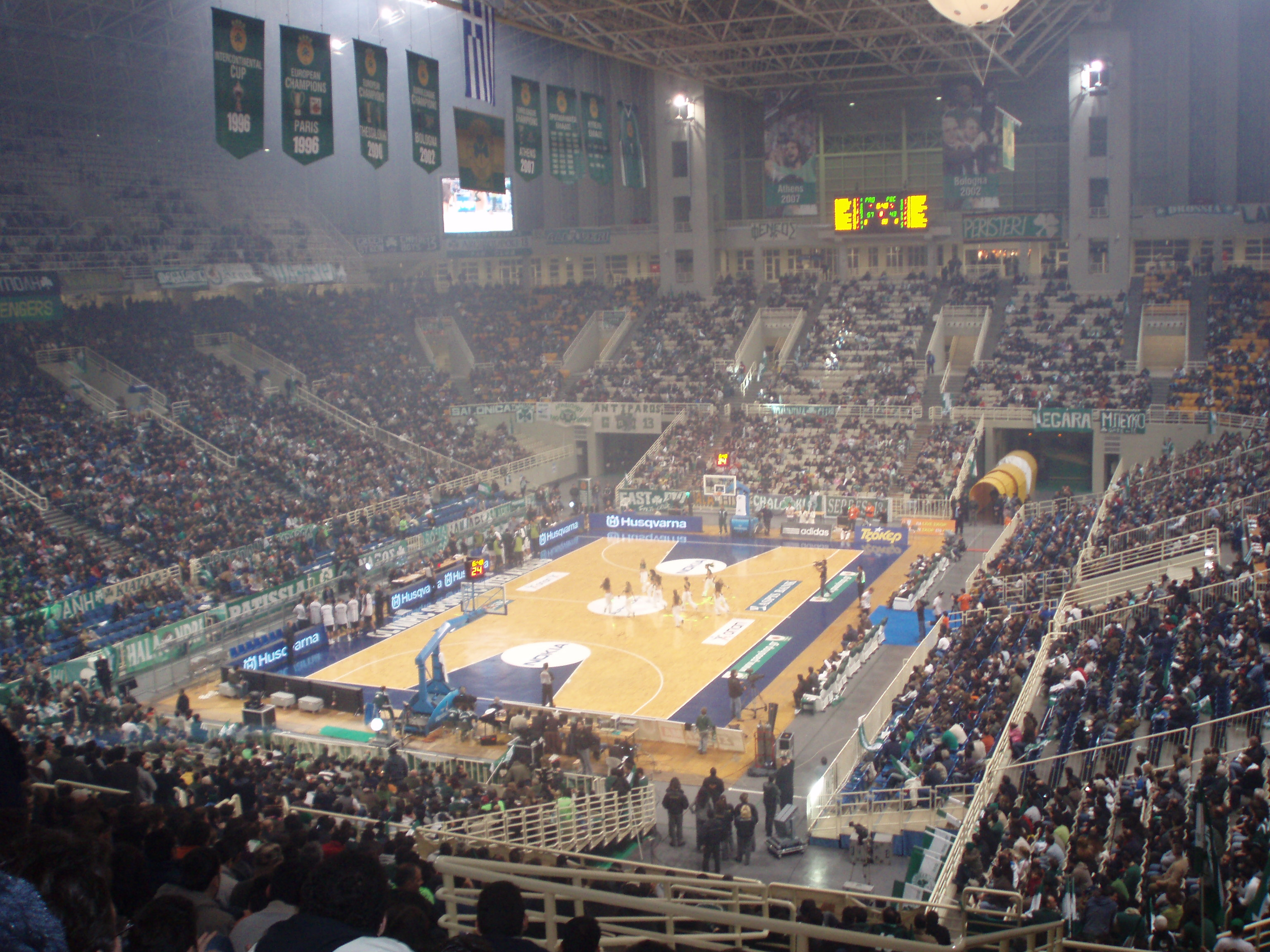
La sede degli incontri

Il Torneo Acropolis 1996 si è svolto dal 5 al 7 luglio 1996.
Gli incontri si sono svolti nell'impianto ateniese "Olympiahalle".

## Squadre partecipanti
1. Germania
2. Grecia
3. Italia
4. NIT Usa

## Risultati
| Atene 5 luglio 1996 | Grecia | 80 – 74 | Germania | Olympiahalle |

| Atene 5 luglio 1996 | NIT Usa | 78 – 71 | Italia | Olympiahalle |

| Atene 6 luglio 1996 | Grecia | 71 – 48 | Italia | Olympiahalle |

| Atene 6 luglio 1996 | NIT Usa | 106 – 93 | Germania | Olympiahalle |

| Atene 7 luglio 1996 | Grecia | 84 – 62 | NIT Usa | Olympiahalle |

| Atene 7 luglio 1996 | Germania | 58 – 64 | Italia | Olympiahalle |

## Classifica Finale
| -  | Team     | PT | V - P | PF - PS   |
| -- | -------- | -- | ----- | --------- |
| 1. | Grecia   | 6  | 3 - 0 | 235 - 184 |
| 2. | NIT Usa  | 4  | 2 - 1 | 246 - 248 |
| 3. | Italia   | 2  | 1 - 2 | 183 - 207 |
| 4. | Germania | 0  | 0 - 3 | 225 - 250 |

## MVP
| Titolo | Giocatore           | Nazionalità |
| ------ | ------------------- | ----------- |
| MVP    | Fanīs Christodoulou | Grecia      |